# Little Skerry, Pentland Skerries
Little Skerry är ett skär i Storbritannien. Det ligger i kommunen Orkneyöarna och riksdelen Skottland. Den är en del av Pentland Skerries och ligger 1,8 km söder om huvudön Muckle Skerry. 